# J-WAVE
35°39′37.44″N 139°43′44.55″E / 35.6604000°N 139.7290417°E
J-WAVE（日语：／ jei wēbu */?）是日本一家以東京都為廣播對象地域的FM廣播電台，呼号为JOAV-FM，于1988年10月正式启播，為日本FM聯盟成員之一，收聽頻率為81.3 MHz（六本木新城森大樓中继站使用88.3MHz）。其以音乐节目为特色，节目主持人被称为“领航员”（ナビゲーター），是东京最受欢迎的FM廣播電台之一。日本流行音樂的代名詞「J-pop」即由J-WAVE所創造。

## 历史
J-WAVE是全日本第27家及东京第二家民放调频电台，起名最初来源于六本木的知名唱片贩卖店WAVE，于1988年8月1日开始在81.3兆赫的调频波段进行测试广播，同年10月1日凌晨5点正式开播。2003年10月1日，在开局15周年之际，总部由西麻布三井大樓遷移至六本木新城森大樓33樓，因此被称为“全日本最高的电台”。2012年4月23日，J-WAVE将其在东京铁塔的发射台迁至东京天空树。2015年11月1日，为方便東京都港区西南部及其周边地区听众收听，启用位於六本木新城森大樓的中继站。

## 外部連結
- J-WAVE （页面存档备份，存于） （日語）
- J-WAVE的X（前Twitter） （日語）